# Sportåret 1793

## Händelser

### Boxning
- Ben Brain behåller den engelska mästerskapstiteln i tungvikt, men inga matcher finns registrerade för honom under året.[1]

### Cricket
- Okänt datum – Surrey CCC vinner County Championship (en inofficiell titel fram till 1890, då de första officiella mästarna koras).